# Freccia Vallone femminile 2004
La Freccia Vallone femminile 2004, settima edizione della corsa e valida come quinta prova della Coppa del mondo di ciclismo su strada femminile 2004, si svolse il 21 aprile 2004 su un percorso di 97,5 km, con partenza da Huy e arrivo al Muro di Huy, in Belgio. 
La vittoria fu appannaggio della francese Sonia Huguet, la quale completò il percorso in 2h44'04", alla media di 35,650 km/h, precedendo la tedesca Hanka Kupfernagel e la lituana Edita Pučinskaitė.
Sul traguardo del muro di Huy 132 cicliste, su 184 partite di Huy, portarono a termine la competizione.

## Percorso
L'edizione 2004, contò la presenza di 7 muri: il più lungo fu la Côte de Bohissau, mentre il più duro, fu quello conclusivo di Huy.

### Muri
| Numero | Nome             | Chilometro | Lunghezza (m) | Pendenza media (%) |
| ------ | ---------------- | ---------- | ------------- | ------------------ |
| 1      | Côte de France   | 13,5       | 2500          | 6,1                |
| 2      | Côte de Pailhe   | 32         | 1000          | 5,3                |
| 3      | Côte de Coutisse | 54,5       | 1400          | 6,4                |
| 4      | Côte de Bellaire | 59         | 900           | 7,4                |
| 5      | Côte de Bohissau | 67,5       | 3400          | 7,6                |
| 6      | Côte de Ahin     | 86         | 2400          | 6,4                |
| 7      | Muro di Huy      | 105,5      | 1300          | 9,3                |

## Ordine d'arrivo (Top 10)
| Pos. | Corridore          | Squadra                 | Tempo    |
| ---- | ------------------ | ----------------------- | -------- |
| 1    | Sonia Huguet       | Sel. Francia            | 2h44'04" |
| 2    | Hanka Kupfernagel  | Vlaanderen-Univega      | a 9"     |
| 3    | Edita Pučinskaitė  | SC Michela Fanini       | a 18"    |
| 4    | Susan Palmer-Komar | Sel. Canada             | a 20"    |
| 5    | Judith Arndt       | Nürnberger Versicherung | s.t.     |
| 6    | Oenone Wood        | Sel. Australia          | s.t.     |
| 7    | Trixi Worrack      | Nürnberger Versicherung | s.t.     |
| 8    | Nicole Brändli     | SC Michela Fanini       | s.t.     |
| 9    | Olivia Gollan      | Sel. Australia          | s.t.     |
| 10   | Barbara Heeb       | Lietzsport Cycling      | s.t.     |